# SAAM (Spanish American Art Museum)
SAAM (Spanish American Art Museum) ist ein Jazzalbum von Marta Sánchez. Die am 15. und 16. März 2021 im Sear Sound Studio, New York City entstandenen Aufnahmen erschienen am 25. Februar 2022 auf Whirlwind Recordings.

## Hintergrund
Das titelgebende Akronym SAAM bezieht sich auf ein fiktives Spanish American Art Museum, was eine „Ausstellung von Sanchez’ Leben in musikalischer Form darstellen“ soll, schrieb die Pianistin Marta Sánchez in den Liner Notes: „Es besteht aus allen Elementen der Gesellschaft aus beiden Ländern [Spanien und USA], die mein Leben beeinflussen und mich zu dem machen, was ich bin.“ Die Kompositionen nahmen im Lockdown während der COVID-19-Pandemie Gestalt an, als Sánchez vierzehntäglich Kompositionsaufgaben mit einem Brieffreund austauschte. Sie nahm das darauf aufbauende Album im März 2021 mit Alex LoRe (Altsaxophon), Román Filiú (Tenorsaxophon), Rashaan Carter (Bass) und Allan Mednard am Schlagzeug auf; hinzu kamen in Stück „Marivi“ als Gastmusiker Camila Meza (Gesang, Gitarre), Ambrose Akinmusire (Trompete) und Charlotte Greve am Synthesizer. Marta Sanchez schrieb die Musik während der Zeit des Lockdowns, wobei sie über interne Kämpfe nachdachte, aber in „Marivi“ auch die Erfahrung beklagte, dass ihre Mutter während des Lockdowns starb – und sie nicht nach Madrid reisen konnte, um sie noch einmal zu sehen.

## Titelliste
- SAAM (Spanish American Art Museum)

1. The Unconquered Vulnerable Areas 5:58
2. Dear Worthiness 7:18
3. SAAM (Spanish American Art Museum) 6:20
4. The Eternal Stillness 6:52
5. Marivi 4:54
6. If You Could Create It 6:26
7. The Hard Balance 7:44
8. December 11th 5:17
9. When Dreaming Is the Only 06:37

Die Kompositionen stammen von Marta Sánchez.

## Rezeption
Peter Margasak schrieb in The Quietus, es sei schön, endlich Musik zu hören, die als Reflexion über die anhaltende Pandemie geschrieben wurde, anstatt etwas, das als Reaktion darauf gemacht wurde. „Marivi“ sei das Herzstück des Albums, gleichzeitig auch eine musikalische Anomalie, mit Gastgesang der chilenischen Gitarristin Camila Meza, die die spanischsprachigen Texte der Pianistin intoniere, und der gefühlvollen Trompete von Ambrose Akinmusire. Die umgebenden Stücke, die mit ihrer regulären Band eingespielt wurden, zeigten, was die harmonische Komplexität der Kompositionen der Pianistin insgesamt trügerisch luftig erscheinen lasse, auch wenn sie alles andere als das seien, so der Autor. Das Eröffnungsstück „The Unconquered Vulnerable Areas“ unterstreiche diese scheinbare Inkongruenz mit einer scharfen Melodie, die Selbstzweifel widerspiegle, in einem Vortrag, der sowohl prägnant als auch einfühlsam sei. Die Musik existiere in der aktuellen Mainstream-Avantgarde von New York, wo die technischen Überraschungen, insbesondere das hochtourige Zusammenspiel, hinter einem eleganten, ansprechenden melodischen Glanz verborgen seien.

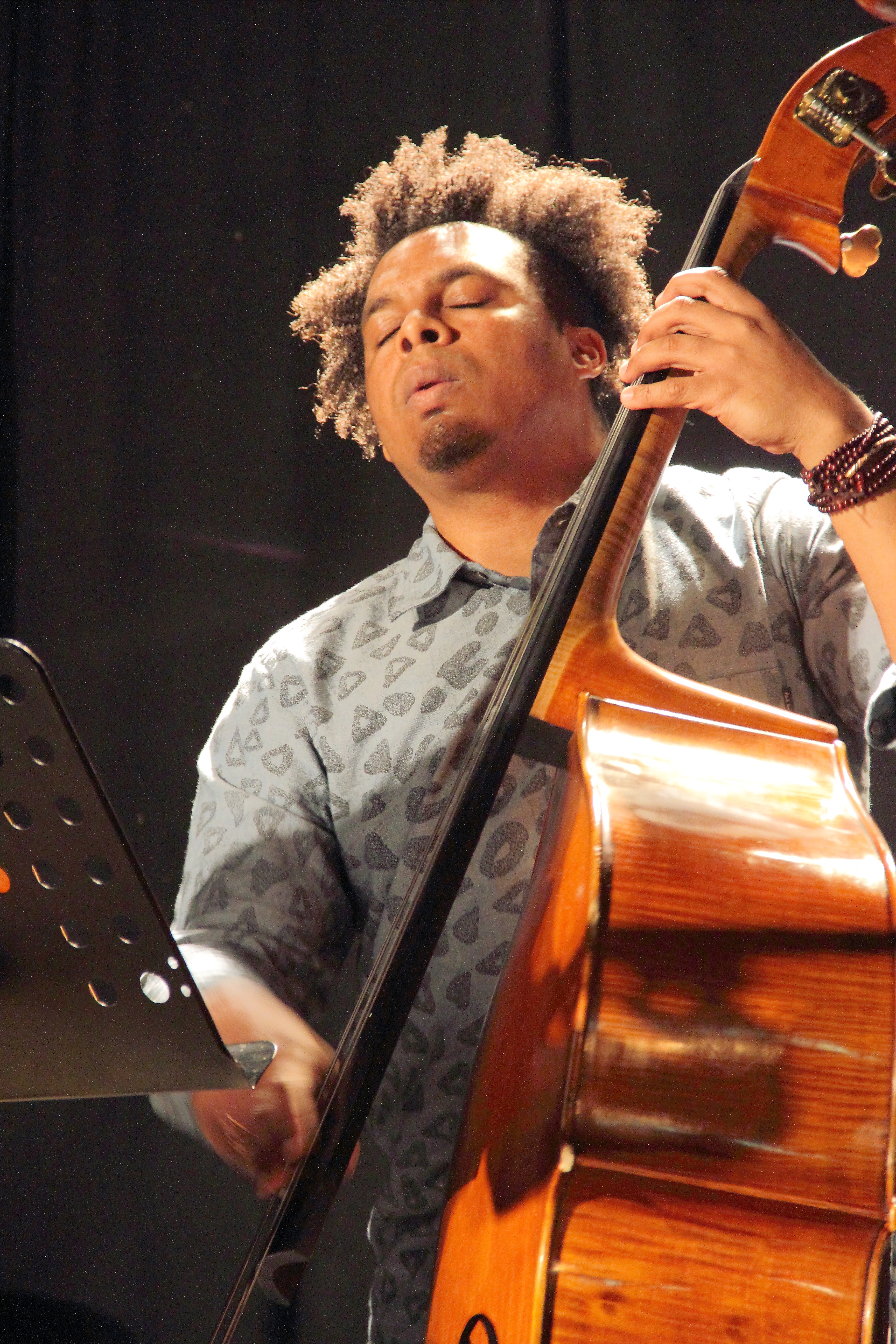
Rashaan Carter mit David Murray Class Struggle auf dem Inntöne Festival 2018

Ferdinand Dupuis-Panther schrieb in Jazz halo, Sanchez erhebe ihre Stimme mit zyklischen Rhythmen, ausschweifenden Klangformen und einem Kreuz und Quer von Klanglinien. Dabei werde die Pianistin von den beiden Saxophonisten ihres Ensembles auf Schritt und Tritt begleitet – und das sei wörtlich zu verstehen. Die Partner Alex LoRe und Roman Filiu seien vor allem in herausgehobener Rolle, derweil Rashaan Carter und Allan Mednard im Hintergrund agieren würden. In gewisser Weise eröffne uns die Pianistin mit ihrem in Corona-Zeiten konzipierten Album einen Blick auf ihre musikalischen Klangcollagen, die Stimmungen und Gefühle beinhalten.
Nach Ansicht von Michael Toland (The Big Takeover) halte sich die in Madrid geborene, aber in New York lebende Marta Sánchez auf SAAM an beiden Orten auf; so gebe es ein subtiles Swing-Feeling im Opener „The Unconquered Vulnerable Area“, das nicht ganz Latin Jazz sei – zum einen auf dem falschen Kontinent – aber jedem bekannt vorkommen sollte, der nach diesem Post-Bolero-Rhythmus suche. Ihr Klavierspiel hebe sich jedoch solide von der Hardbop-Tradition ab und drehe sich in ausgelassene Soli und bluesiges Comping, wenn ihre Band an der Reihe ist, zu glänzen. Der Titeltrack treffe diese Note noch stärker, indem er die Tanzbarkeit für einen exotischen Anmutung abstreife, der zumindest für westliche Ohren zur Avantgarde neige.
Nach Ansicht von Nate Chinen (Take Five/WBGO) komme „die exquisit kalibrierte Musik“ auf SAAM (Spanisch-Amerikanisches Kunstmuseum) auch von einem Ort tiefen persönlichen Ausdrucks. Ein Teil des Schmerzes und der Zärtlichkeit dieser Erfahrung sei in „The Eternal Stillness“ zu hören, das mit einer geflochtenen Linie für Alex Lores Altsaxophon und Roman Filiús Tenor beginnt, bevor ein besinnliches, ruheloses Basssolo von Rashaan Carter folge. Wenn Sanchez schließlich ihre eigene Improvisation am Klavier angehe und mit und gegen den Gezeitenstrom von Allan Mednards Trommeln arbeite, geschehe dies „mit einer Aura stoischer Entschlossenheit – als wollte sie eine schwierige Wahrheit anerkennen, indem sie sie frontal anstarrt.“
Dave Sumner (Bandcamp) zählte das Album zu den besten Neuerscheinungen des Jahres 2022 und schrieb, die Musik von Marta Sanchez sei immer eine Reise. Eine eingeführte Melodie klinge, als würde Sanchez eine Tür zu einem Pfad öffnen, der in unentdeckte Länder führt, und die Pianist mache sich unweigerlich daran, jeden Zentimeter dieses neuen Territoriums zu kartieren und den Zuhörer auf eine sehr aufregende Fahrt mitzunehmen. Mit ihrem Ensemble und den Gastauftritten von Camila Meza, Ambrose Akinmusire und Charlotte Greve biete Sanchez weitere Beweise dafür, warum sie eine der herausragenden Pianistinnen der gegenwärtigen Szene des Moder Jazz ist.